# Трач схожий
Трач схожий (Tenthredo propinqua) — вид комах з родини Tenthredinidae.

## Морфологічні ознаки
Тіло чорне з розвиненим жовтим малюнком. Вусики відносно товсті та короткі (їх довжина не перевищує спільну довжину голови і грудей). 2-3 перших членики вусиків чорні, інші, як і більша частина ніг, жовті. Довжина тіла — 12-13 мм.

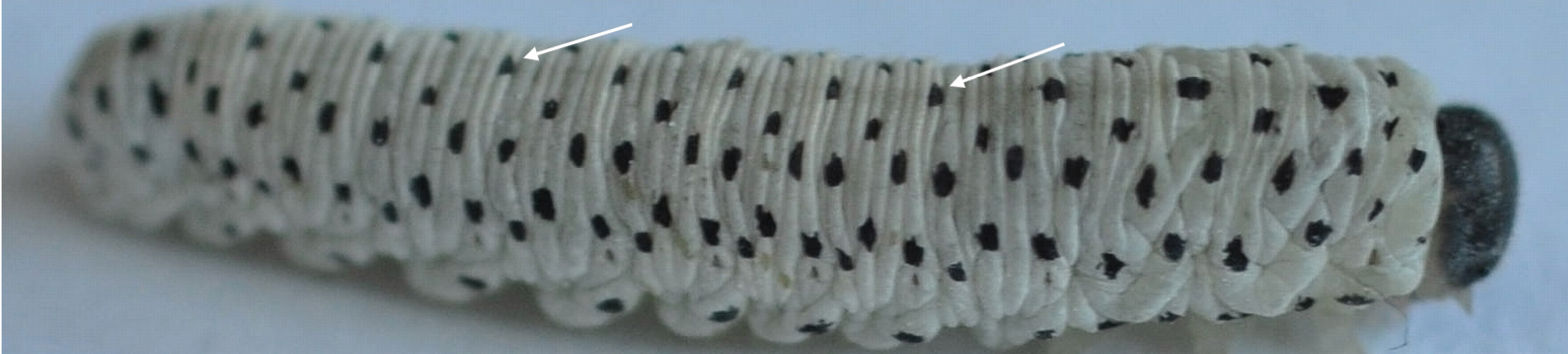
Личинка

## Поширення
Охоплює Карпати, Балкани та Малу Азію.
В Україні виявлено у Закарпатської області.

## Особливості біології
Не вивчені. Літ імаго — в червні-липні. Зустрічається на узліссях та галявинах гірських лісів, на високотрав'ї вдовж гірських річок і струмків.

## Загрози та охорона
Треба докладніше вивчити особливості біології виду, виявити і взяти під охорону місця його перебування.